# Miramella
Miramella é um género de insecto da família Acrididae.
Este género contém as seguintes espécies:
- Miramella irena